# Delizia di Vaprio
‘Delizia di Vaprio’ ist eine Weißweinsorte. Die Neuzüchtung entstand im Jahr 1908 aus einer Kreuzung der Sorten ‘Sicilien’ x ‘Muscat d’Alexandrie’. Züchter war Alberto Piròvano, der am Istituto di Frutticoltura ed Elettrogenetica di Roma in Rom zahlreiche Rebzüchtungen verwirklichte. ‘Delizia di Vaprio’ wurde offiziell in die Liste der zugelassenen Tafeltraubensorten aufgenommen.

## Abstammung
Kreuzung von ‘Sicilien’ (= ‘Bicane B’ x ‘Pascal B’) x ‘Muscat d’Alexandrie’ von Alberto Piròvano.
Pirovano nutzte die Sorte später als Kreuzungspartner bei den Sorten ‘ Formosa’, ‘Ignea’ und ‘ Marengo’.

## Verbreitung
Kleinere Anpflanzungen gibt es in Italien, Rumänien, Argentinien und Portugal.

## Ampelographische Sortenmerkmale
- Die Triebspitze ist offen. Sie ist weißwollig behaart.  Die Jungblätter sind leichtwollig behaart und kupferfarben gefleckt (Anthocyanflecken).
- Die mittelgroßen Blätter sind kräftig grün gefärbt, fünflappig und tief gebuchtet. Die Stielbucht ist häufig geschlossen offen und die Blattenden überlappen. Der Blattrand ist stumpf gezahnt. Die Zähne sind im Vergleich zu anderen Rebsorten mittelweit gesetzt. Die Blattoberfläche ist leicht blasig.
- Die walzenförmige Traube ist mittelgroß, geschultert und lockerbeerig. Die länglichen Beeren sind groß. Sie sind selbst bei Vollreife von weißlicher Färbung. Die Beerenhülse ist dickwandig, das Fruchtfleisch verfügt über ein dezentes Muskataroma.

Reife: ca. 16 – 20 Tage nach der Rebsorte ‘Gutedel’ und gehört damit zu den Rebsorten der frühen zweiten Reifungsperiode (siehe das Kapitel im Artikel Rebsorte). Sie zählt damit noch zu den frühreifenden Sorten.

## Synonyme
‘Delicia’, ‘Delizia de Capri’, ‘Delizio di Vaprio’, ‘I.P. 46 A’, ‘Pirovano 46 A’, ‘Zibibbo Precoce’.